# Flavionavia
Flavionavia era el nombre de una ciudad situada en la orilla izquierda del río Nalón, en el conventus Asturum de la provincia Tarraconensis de la Hispania del Imperio Romano
Fue citada en el siglo II por el geógrafo griego Claudio Ptolomeo. Se cree que estaba situada en la zona de la actual Santianes (Pravia) ya que según estudios se ubicaba dentro del territorio de los pésicos.
Su nombre proviene del siglo I cuando los romanos crearon en esta zona el municipio de «Flavium Avia», en tiempos del emperador Tito Flavio Vespasiano, de ahí Flavium y del término celta de Avia que era el nombre que recibía el río Nalón por los antiguos pobladores de la zona. Este nombre cayó rápidamente en desuso por lo que no aparece en ningún tipo de texto de los siglos posteriores.
- Datos: Q8961780